# Jason Thompson (patinage artistique)
Pour les articles homonymes, voir Thompson et Jason Thompson (homonymie).
Jason Thompson (né le 13 novembre 1989 à Rotherham en Angleterre), est un patineur artistique britannique. Il est le champion de Grande-Bretagne 2012.

## Biographie

### Carrière sportive
Au Royaume-uni, Jason Thompson est successivement champion national novice 2004 à 14 ans puis champion national junior 2007 à 17 ans, avant de participer aux compétitions seniors. Il n'a jamais représenté son pays aux championnats du monde juniors.
En 2010/2011, il patine à sa première compétition senior que sont les championnats britanniques 2011, organisés en novembre 2010 à Sheffield. Il y prend la 4e place derrière David Richardson, Matthew Parr et Phillip Harris.
En 2011/2012, il devient le champion britannique 2012 à Sheffield à l'âge de 22 ans. Cette performance lui permet d'être sélectionné par la fédération britannique pour ses premiers championnats d’Europe, en janvier 2012, organisés dans sa ville de Sheffield. Seulement 13e des qualifications européennes, il peut néanmoins patiner son programme court car son pays est organisateur des championnats, mais est ensuite exclu du programme libre à l'issue de sa 25e place du programme court. Deux mois plus tard, la fédération choisit de ne pas l'envoyer à Nice pour participer aux championnats du monde de mars 2012, qui lui préfère le vice-champion du Royaume-Uni Luke Chilcott.
Au cours de sa carrière amateur, il n'a jamais participé aux Championnats du monde seniors, aux Jeux olympiques d'hiver ou à une épreuve du Grand Prix ISU.

## Palmarès
| Compétition                     | 2011 | 2012 |  |  |  |  |  |  |  |  |  |  |  |  |
| Jeux olympiques d'hiver         |      |      |  |  |  |  |  |  |  |  |  |  |  |  |
| Championnats du monde           |      |      |  |  |  |  |  |  |  |  |  |  |  |  |
| Championnats d’Europe           |      | 25e  |  |  |  |  |  |  |  |  |  |  |  |  |
| Championnats de Grande-Bretagne | 4e   | 1er  |  |  |  |  |  |  |  |  |  |  |  |  |
|                                 |      |      |  |  |  |  |  |  |  |  |  |  |  |  |